# 達悟族
達悟族（Tao）亦稱雅美族（Yami），是臺灣唯一主要傳統聚落分佈在台灣離島的原住民族，分布於台灣本島東南外海的蘭嶼上，人口約四千餘人，語言為達悟語，達悟族是海洋民族，以捕魚為主要產業，並以其獨特的飛魚季文化聞名，在1903年日治時期始方有政府派員正式建立建制管治。
達悟族沒有漢化的社會建制結構，而是由各氏族長老為領袖的傳統父系社會，這些氏族也構成達悟族最重要的社會單位：漁團。達悟族是台灣原住民族中唯一以漁業為主的民族，但也會種植小米、番薯、芋頭等農作物。一般來說，漁業是男性的任務，而農業則由女性負責，並以漁團、農團等經濟生產單位運作。每年的3－6月是達悟族的重要節日：飛魚季。達悟族視飛魚為天神賜予的禮物，在飛魚季期間，各漁船船員需住在共宿屋內，在這期間只捕撈飛魚，不捕其它魚種，而所有的漁獲皆與部落共享，因為達悟族相信若在飛魚季結束前將漁獲分食完畢，來年就會有源源不絕的漁獲。

## 名稱
「雅美」（Yami）是「在北方」的意思，日本人類學家鳥居龍藏在1897年的調查報告中將蘭嶼稱為雅美島、將島上的民族稱為雅美族。在許多政治官方文件中都使用這個詞。
「達悟」（Tao）則是達悟族人的自稱，並且在許多南島語言中是「人」的意思。
1980年代，主管台灣原住民事務的行政院原住民族委員會曾在達悟族人的呼聲下考慮將此族群名稱由雅美改為達悟，但因為達悟族內部對於是否改稱未有一致看法，最後沒有改動。目前原民會官方文件的寫法是「雅美族」，並以括號加註「達悟」。

## 血緣和語言

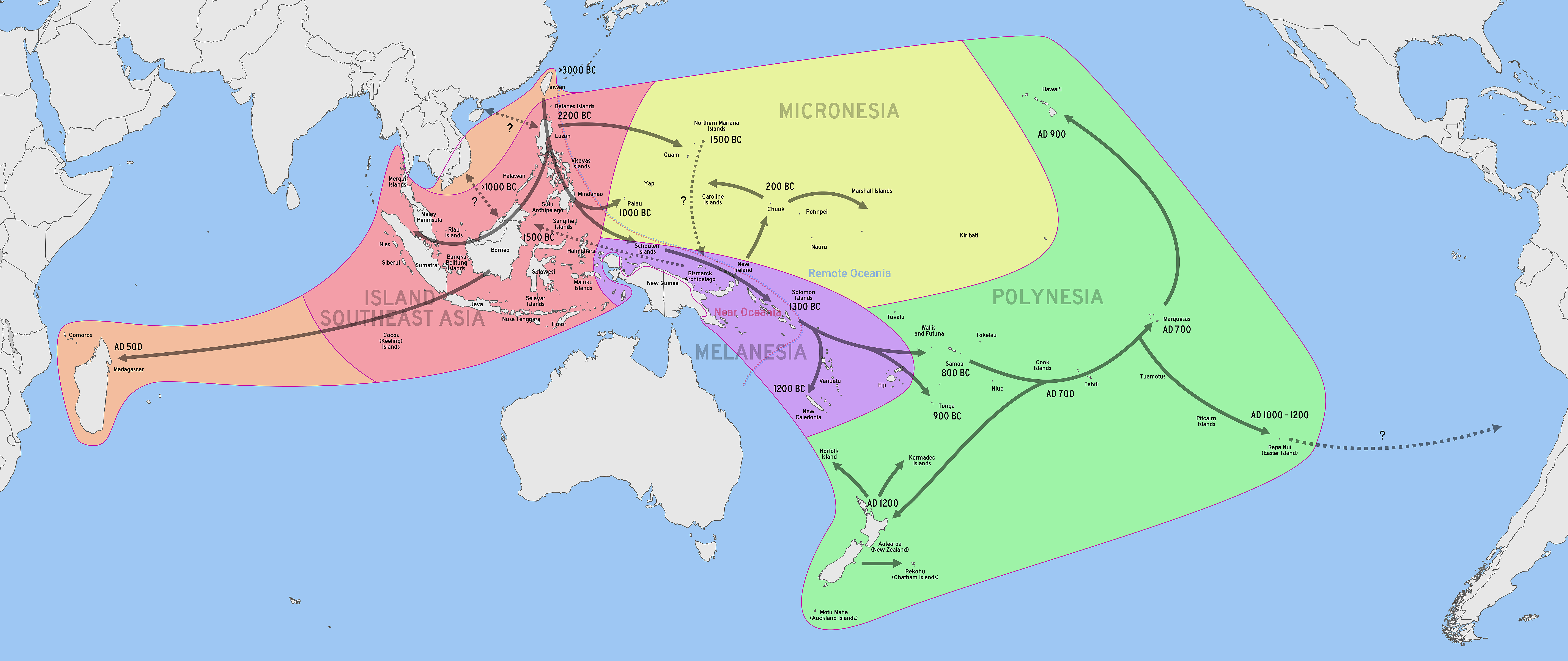
臺灣被視為南島語系的主要分支之一

根據考古與語言學的理論，認為臺灣是南島語族的故鄉，南島語族的擴散是由臺灣經蘭嶼、巴丹島，到達菲律賓，再由東南亞島嶼遷往大洋洲。在語言與文化上，達悟族人與巴丹島人比較相似，但在遺傳上，達悟族人卻與臺灣原住民相近。

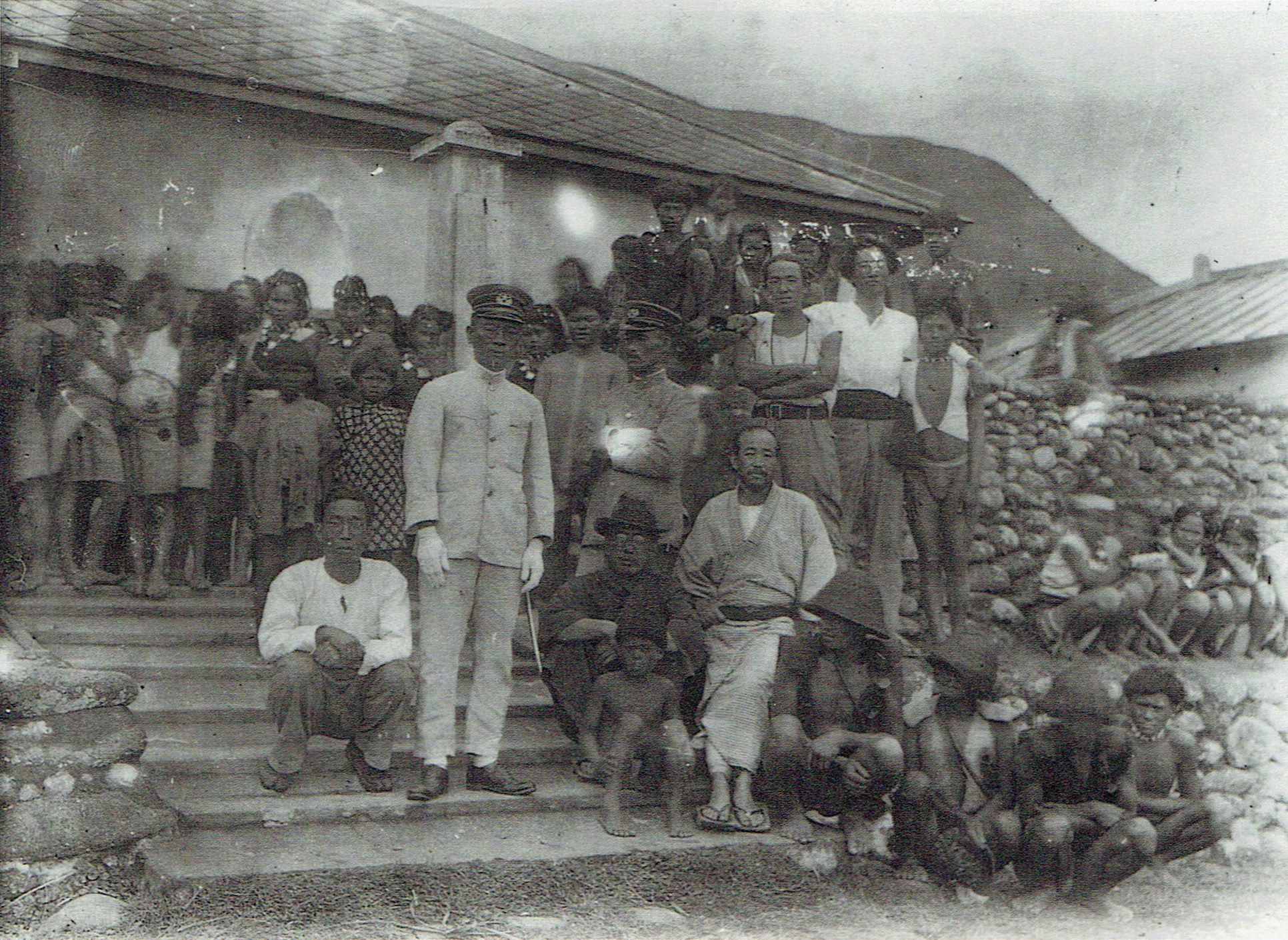
移川子之藏（前排右和服者）與宮本延人（前列左端）、鹿野忠雄、馬淵東一等人及達悟族人合影。紅頭社駐在所。1929年

日本學者移川子之藏於20世紀考據，蘭嶼和巴丹兩邊居民的禮儀、穿著、藤帽、髮型等特徵，及主食、烹飪方法與民俗語彙，都極相似，研判屬同一族群。美國人類學者Dezso Benedek更從兩地墓葬都採「甕棺葬」，認為兩地應有共同起源，只因後來蘭嶼與巴丹被劃為兩個國家而被迫分隔。有研究者認為16世紀以來，巴丹島歷經西班牙、美國、菲律賓等國治理，西化程度較高，蘭嶼則相對位處台灣外海邊陲，保留較多傳統文化。

## 人文地理

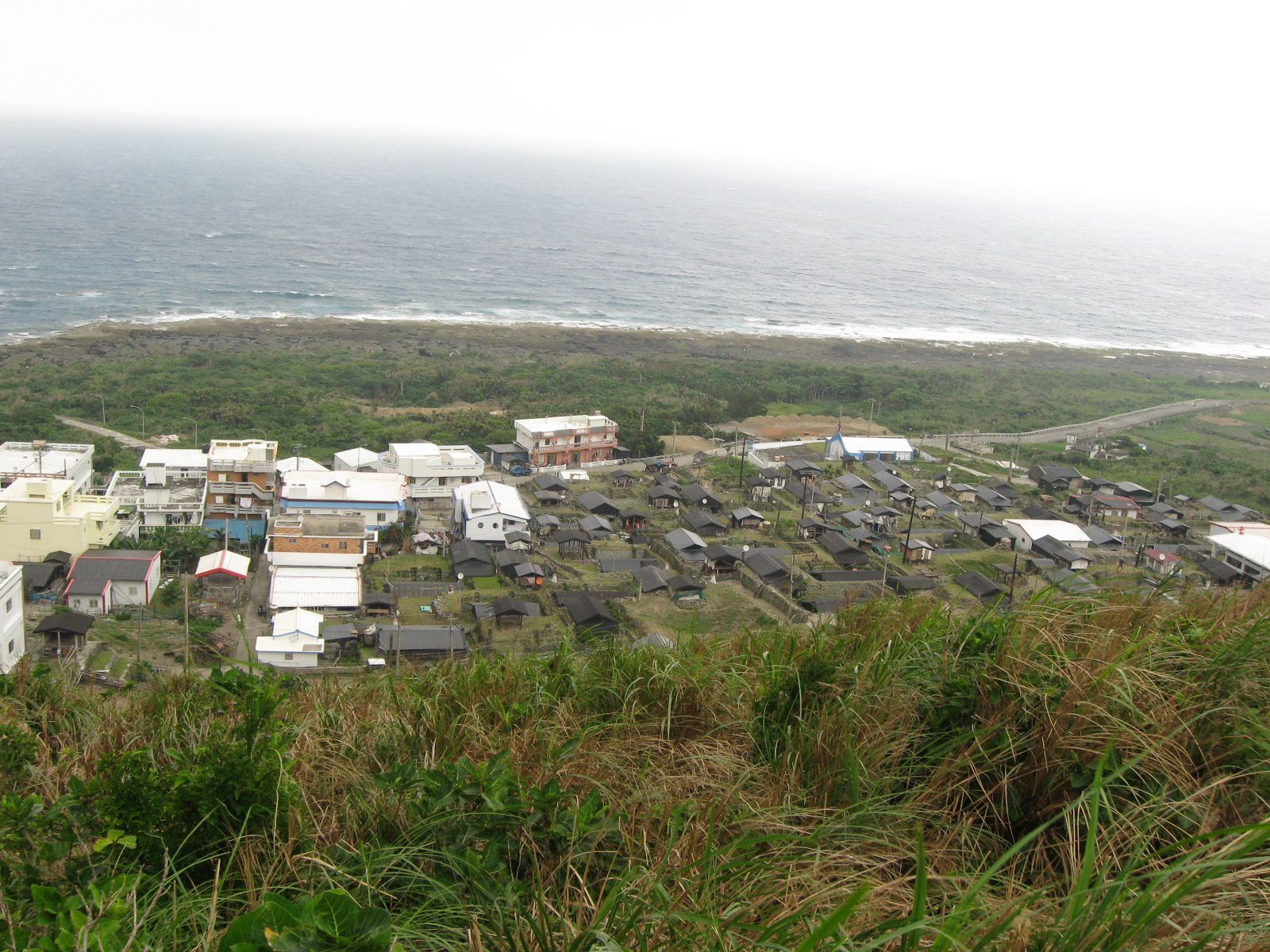
野銀部落

達悟族人口在2023年時約為4,700 人，主要分布於台灣本島東南方82公里處的蘭嶼上，從北依順時鐘方向為朗島（Iraralay/Iraraley）、東清（Iranmeilek）、野銀（Ivalinu）、紅頭（Imorod）、漁人（Iratay/Iratey）和椰油（Yayo）六個部落。其中以東清村的人口數最多，約有1,184人，其次是紅頭村956人、朗島村750人、椰油村748人，但椰油村是蘭嶼最受外來影響的部落，鄉公所、中學等設施均設於此，另外也鄰近機場和港口；紅頭部落與漁人部落在行政劃分上同屬紅頭村，但仍維持部落的主體性。各部落均為集村形態，在海岸線上的平坦緩坡處建傳統地下屋聚居。
蘭嶼屬於高溫多雨的熱帶性氣候，面積約45.7平方公里，年雨量可達2,600公釐。蘭嶼全島皆山，是因火山作用而形成的火山島，屬於綠島－巴浦耶海脊的一部份，向南、北、西邊分別可達巴丹群島、綠島和台灣。蘭嶼地處濕熱熱帶氣候區適合農作物生長，同時亦有季風及黑潮定期帶來大批季節性迴游魚類，因此達悟族的經濟生產採用漁農並行制，除了種植小米、番薯、芋頭、蘋果等農作物外，亦有以拼板舟出海捕魚的傳統，是台灣唯一擁有航海傳統的原住民族。
近年因各地人力需求，達悟族人也有不少移居到臺灣各縣市，主要在臺東縣、高雄市、臺中市、臺北市等都會區就業與居住。

## 經濟

### 農業
達悟族的農田可分為水田與旱田，水田位於溪流邊易於取水的緩坡，多數呈梯田狀，用於種植芋頭（soli）。旱田則位於缺乏水源的平地或緩坡，主要的栽培物為番薯（wakey）、小米（kadayi）、刺薯蕷（patan）等糧食作物。開墾初期的工作，如砍伐草木、修建田埂與維護灌溉水渠，皆由男子負責，通常於六、七月的飛魚汛期後進行。種植作物、去除雜草與採收作物則主要為女子的工作。

### 漁業
达悟族没有漢化或西化的社会建制结构，而是由各氏族长老为领袖的父系社会，这些氏族也构成达悟族最重要的社会单位：渔团。渔业是男性的任务。通常以渔团、农团等经济生产单位运作。
每年的3－6月是达悟族的重要节日：飞鱼节。达悟人视飞鱼为神赐予的礼物，在飞鱼季期间，各渔船船员需住在共宿屋内，在这期间只捕飞鱼，不捕其它鱼种，而所有的渔获皆与部落共享，因为达悟族相信若在飞鱼祭结束前将渔获分食完毕，来年就会有源源不绝的渔获。
2005年6月，行政院原住民委員會為了保護達悟族的飛魚節文化，规定每年3－6月蘭嶼外海6海里內的海域禁止10噸以上漁船捕魚，也不准使用流刺網、追逐網、毒魚、炸魚等破壞性捕魚手段。

### 畜牧
達悟族主要不進行畜牧。

### 林業

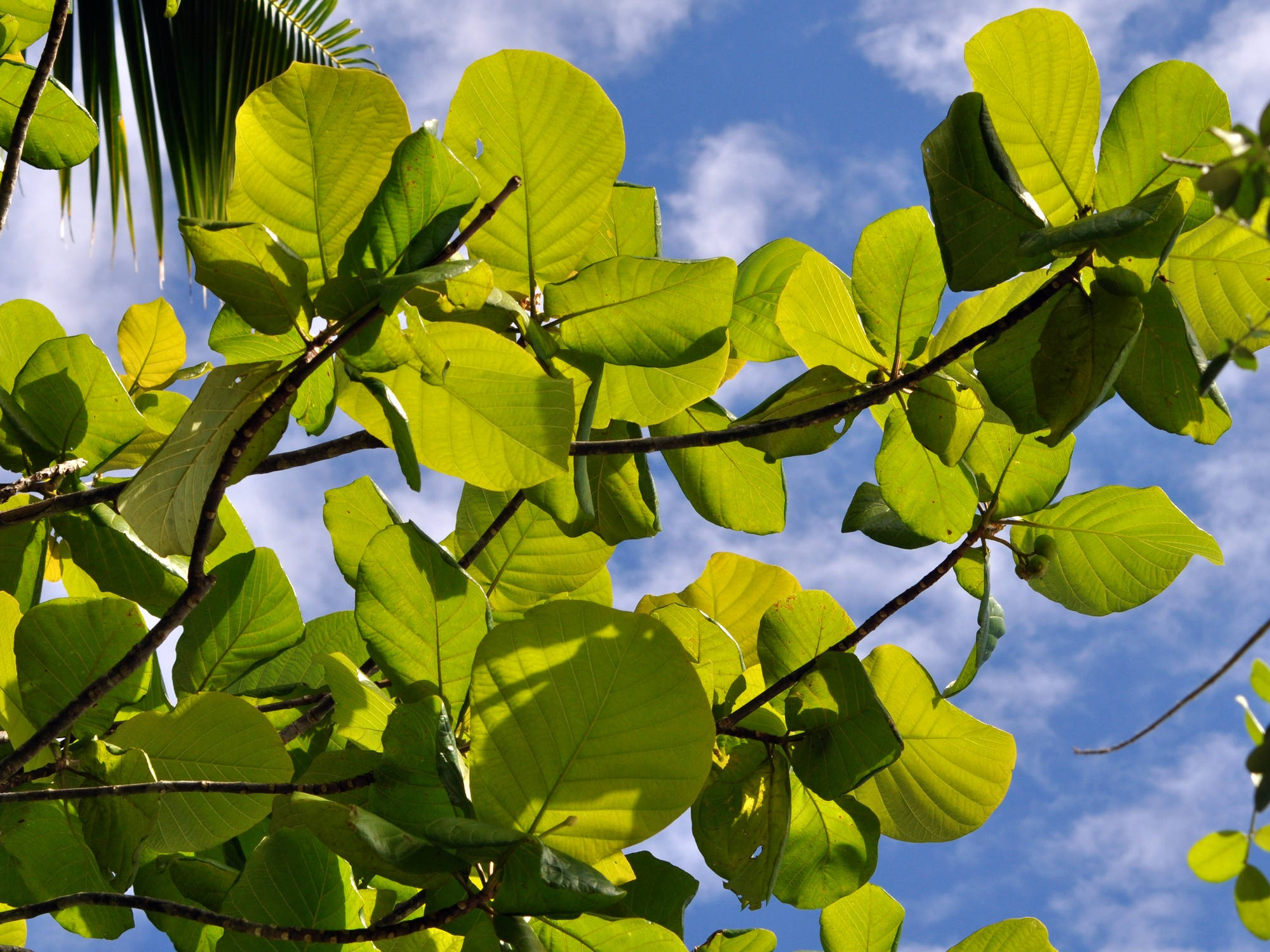
欖仁舅是拼板舟的主要材料

蘭嶼位在台灣東南海域，與菲律賓隔巴士海峽相望。此一地理位置除了造就蘭嶼達悟族人和巴丹群島的密切聯結外，也對生物多樣性產生影響。這是因為蘭嶼屬於生物地理學上的「東洋區」和「澳大拉西亞區」間的過渡帶，所以有豐富的物種組成。
達悟族人的林業使用可分為果樹栽培和建材用林兩種，主要是用在食用與建材、造船上。達悟族建材用木的使用包括房屋建設、造船、薪木和漁架等。這些建材用林多分布於溪谷或山腰上，因為該處相對濕潤，林木可以長得又快、又大，而且堅硬。而樹種則包括欖仁舅、綠島榕、欖仁、賽赤楠等，培育以天然生長為主，但也會為它們除草、修枝，並砍除周邊的非目標樹種。如果有天然幼苗的長成，則會受到悉心照料，以確保樹種的繁衍優勢。
達悟族的果樹通常種植在聚落附近，樹種以當地原生物種為主，例如番龍眼（Pometia pinnata）、毛柿（Diospyros discolor）、大葉山欖等，但也有引進椰子、檳榔、荖藤等植物栽培。這些果樹通常種植在高大喬木下的樹蔭，等到果樹長大後才砍伐喬木，避免妨礙果樹生長。為了維護果林，達悟族人會為其除草、修枝。除非果樹已經自然死亡，果樹林不會輕易採伐，而為了縮短老樹枯死、新樹尚未長成間的空白，這些果樹在長成後，幼苗就會立刻種下，這樣當老樹需要代謝時，新樹已經長到可以取代老樹的年齡。
達悟族的林業使用對生態環境的復育是有益的，因為這樣利用方式可以使土地或山坡地長期保持在擁有植被的情況下，而不會因為林地裸露導致侵蝕或土石流。在外來文明的改變下，蘭嶼的木材使用量大幅減少，房屋建材也改為鋼筋水泥，傳統林業依賴拼板舟的建造繼續維持，雖未過量，但也應注意樹林更新的問題。

## 物質文化

### 飲食

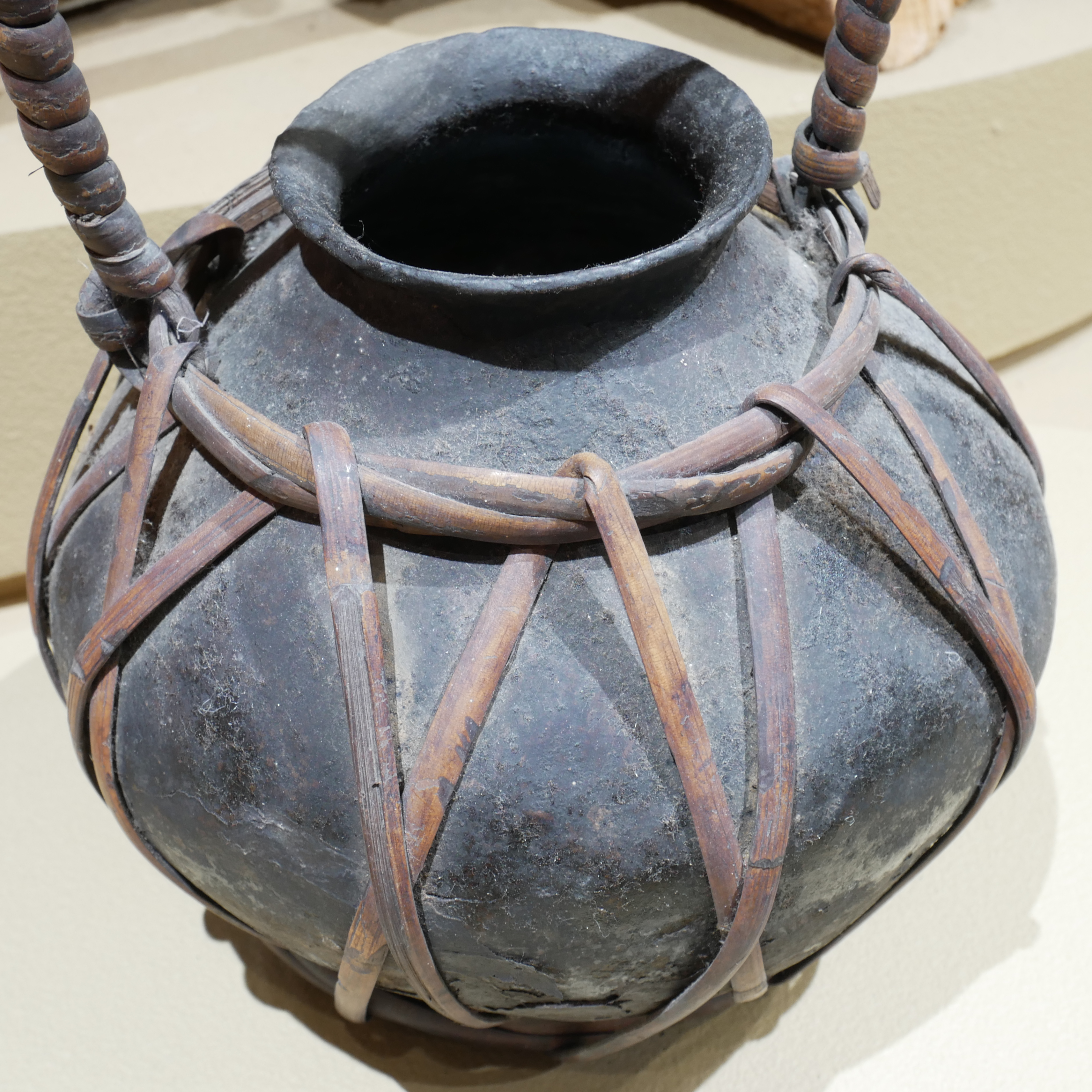
編藤提罐

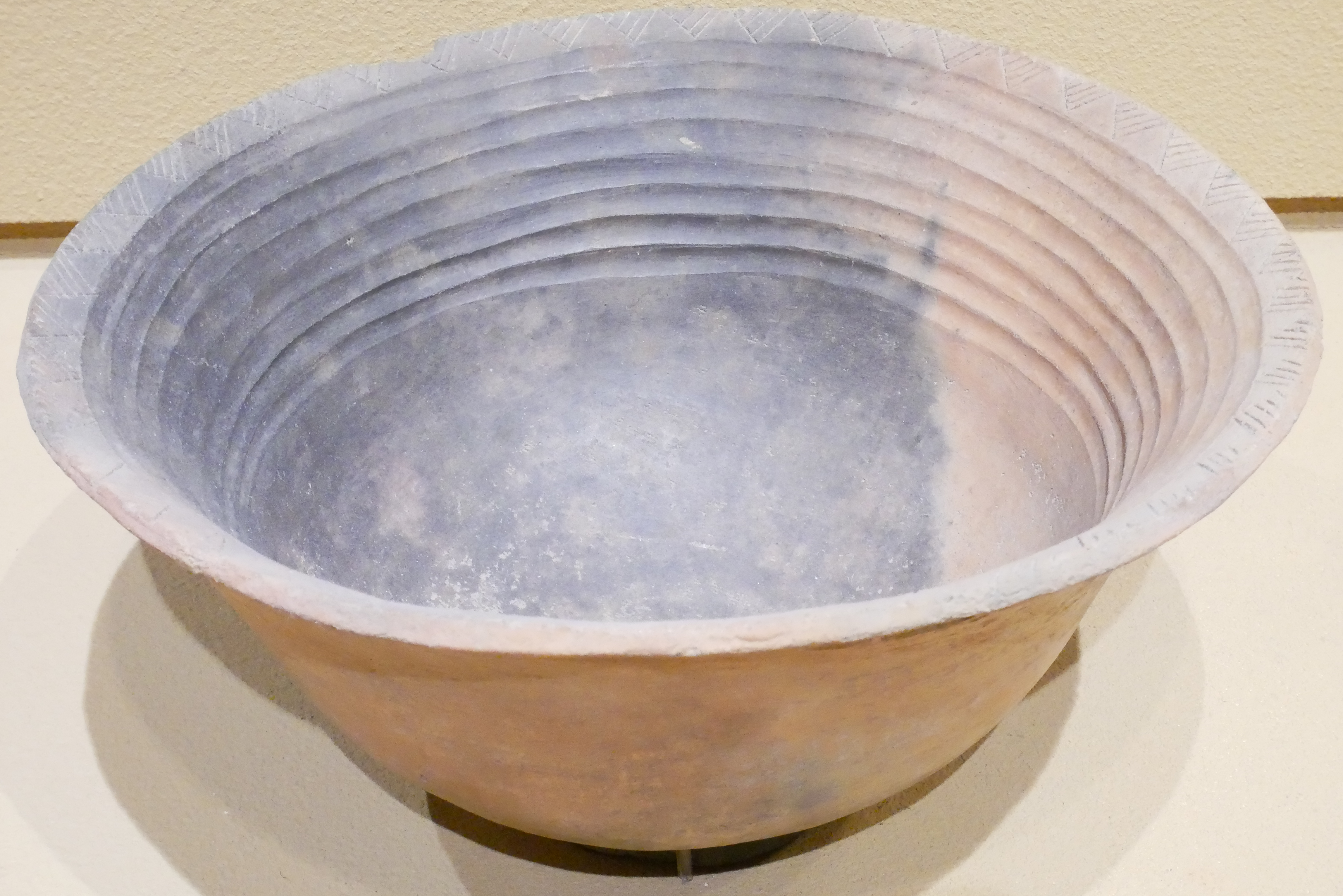
朗島社陶碗

傳統上達悟族每日只吃早、晚兩餐，食物大致分為主食（kanen）與副食（yakan）兩類，一餐至少包含一項主食與副食，以及煮副食時的汁水（湯）。最主要的主食為番薯與芋頭，里芋（keytan）、山藥（ovi）與刺薯蕷亦常用於補充主食的不足，小米則主要為節慶時親友相互贈送的禮物。副食的種類較多，主要為於海中捕獲的魚與貝類，另一來源為豬、羊與雞肉，但豬與羊僅於舉行儀式時宰殺。其他次要的副食包括海濱的螺、蟹與藻類，以及於山中所採集的可食用植物，如龍葵（omeci）、山棕（bebe）與山蘇花（womawom）等。另外達悟族常於飯後吸菸與嚼食檳榔。:9～12、24

#### 海產與飛魚
達悟族將魚類分為可食與不可食兩大類。不可食的魚包括有毒的河魨（ponayo）、笛鯛（cignarey）與細鱗圓鰺（pozasik），以及因禁忌而遭鄙棄的鰻魚（tagongan）與魟魚（apyap）。可食的魚中又可分三類：分別是為男人魚（rahet，又稱壞魚）、女人魚（達悟語：oyod，又譯好魚）與老人魚（kanen no raraker） ，通常男人魚與老人魚色澤較黯淡、腥味較重且外型古怪，女人魚色彩較鮮豔且肉質較細。男人可食女人魚，女人則禁食男人魚，老人則並非僅能食老人魚，如在沒有年長者的場合，年輕男子亦可食老人魚。:11、98
飛魚為達悟族主要食用的魚類。處理飛魚時須先將魚眼挖出，於魚前後兩邊各劃數刀，再從腹部將魚切開後攤平，取出內臟。煮食前先折斷胸鰭與尾鰭，合併原先切開的部分，用繩子綁緊後下鍋，須等將魚全數放入鍋中後才能蓋上鍋蓋。若要製成魚乾，則先以清水洗淨後再抹上食鹽，用繩子穿過魚眼並綁好，掛在飛魚架上曬乾。所有同一年度飛魚季捕獲的飛魚必須於10月15日前吃完，剩下的飛魚則將全數丟棄。:150

#### 番薯與芋頭
番薯與芋頭是達悟族人的傳統主食，通常以加水煮食的方式處理。如遇宴客、慶祝活動或男人出海捕魚，婦女便將番薯或芋頭削去外皮後切半加水烹煮；或削皮後切成數塊後加水煮熟，再用木棒搗碎，製成番薯漿或芋頭糕。:151

### 服飾

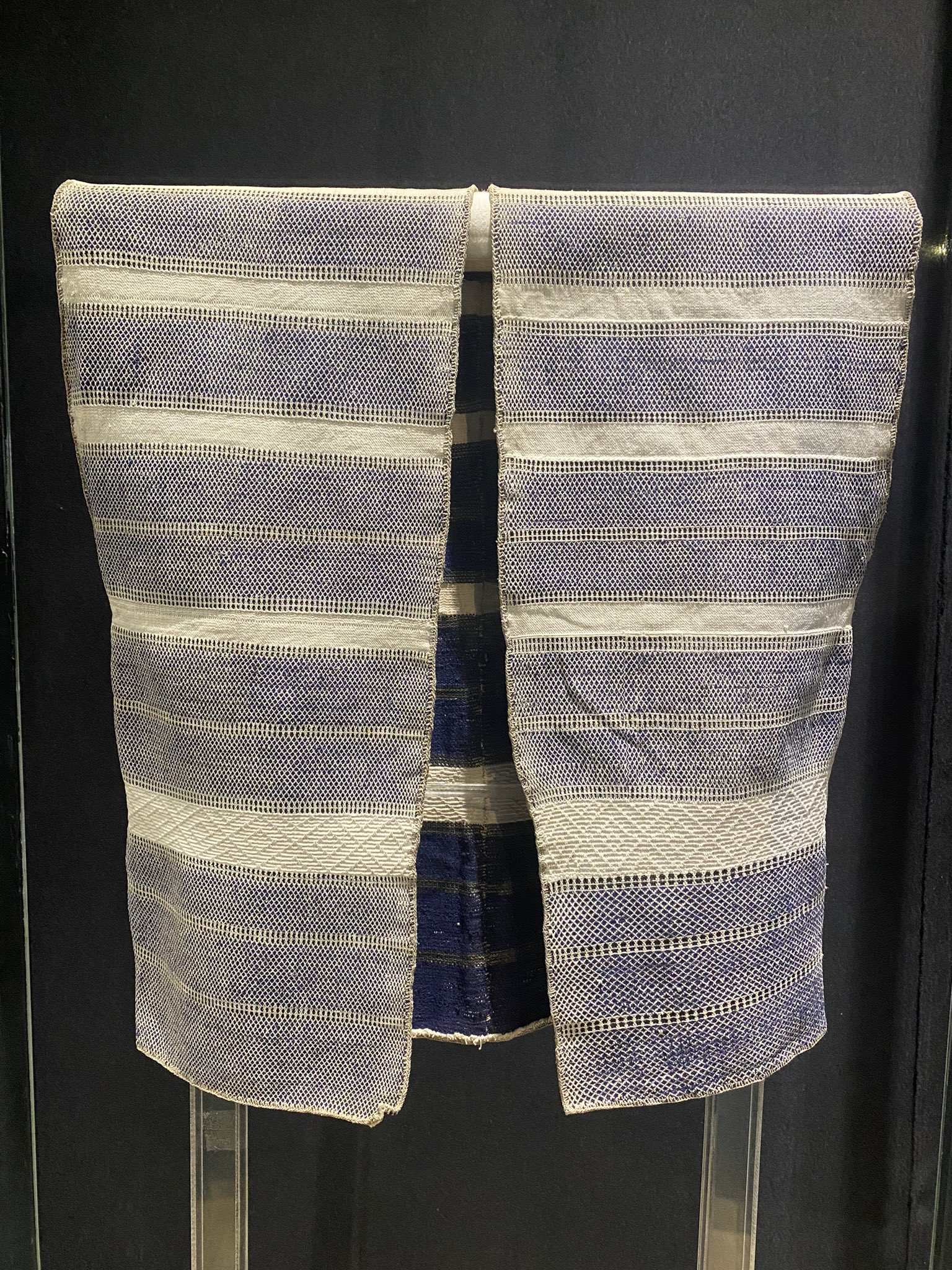
男子上衣

傳統達悟族服飾形式簡單。男子平常只穿丁字褲（Kekjit no mehakay），參與械鬥、前往其他部落與於墓地下葬親人時，則頭戴藤盔，身著藤甲。藤盔與藤甲由蘭嶼省藤與蘭嶼念珠藤編織而成，部分藤甲於其表面縫上河魨皮。婦女上半身以方布斜繫胸前，下半身著布裙，參加典禮時則著背心與長禮衣（ayob）。:25～27
服飾材料取自苧麻，苧麻經過去纖維、剝皮、浸泡與曬乾的程序，整理出經線後置於織布機上紡織。織出寬十餘公分、長三公尺左右的布條，依不同的衣物所需裁剪為數幅方布，再加以縫製成衣。衣服顏色多為白色、黑色與藏青色，黑色與白色分別以木炭與木灰染成。男子加入船組（kakavay）與女子結婚前，母親皆會為其子女織禮衣，樣式以條紋為主，禮衣完成之後再以豬或羊為犧牲進行獻祭，若無豬或羊亦可以魚乾替代。另飛魚漁汛期間，女子禁止織布。:25:139

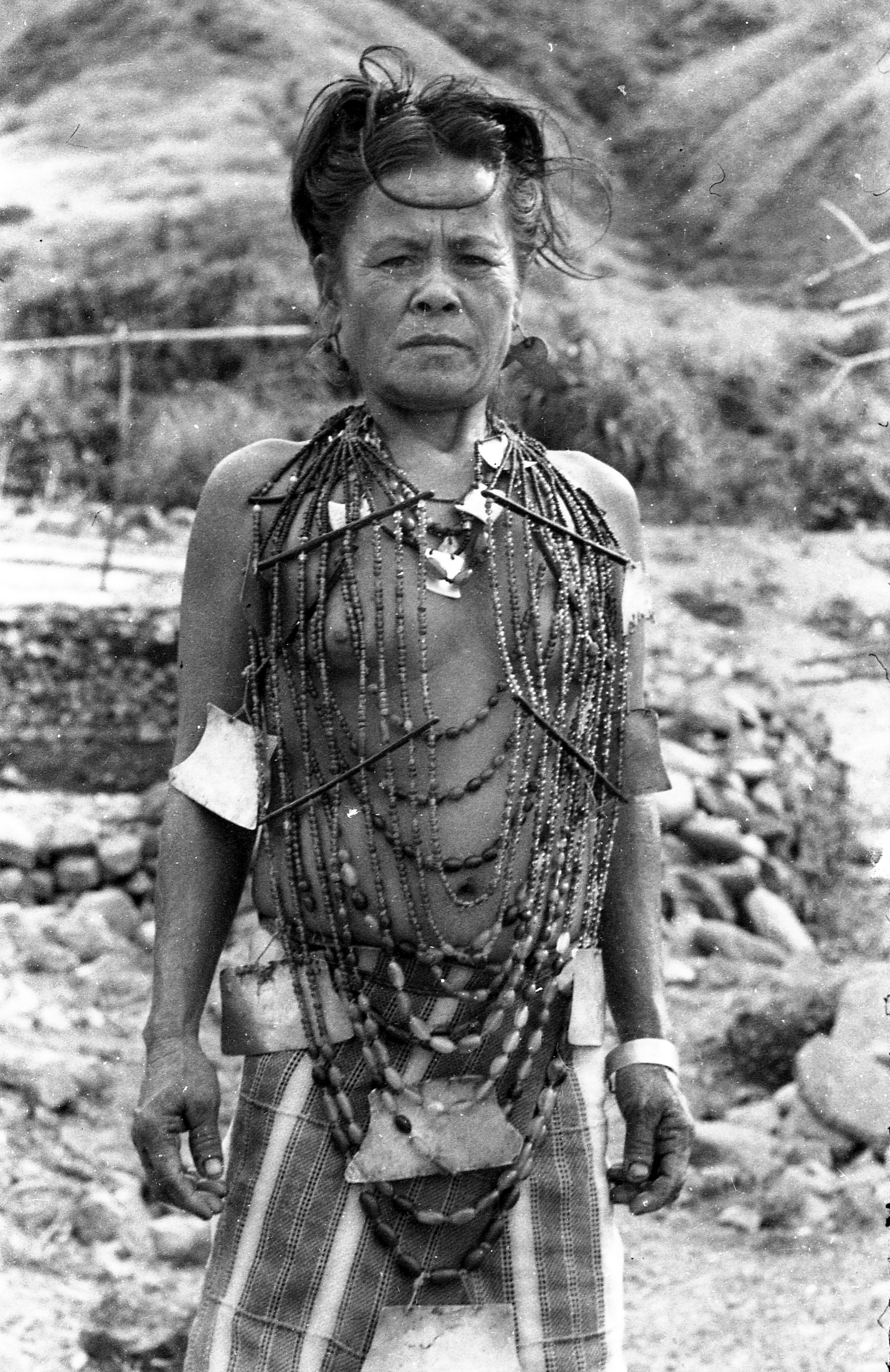
張才所攝盛裝的達悟族婦女

### 建築

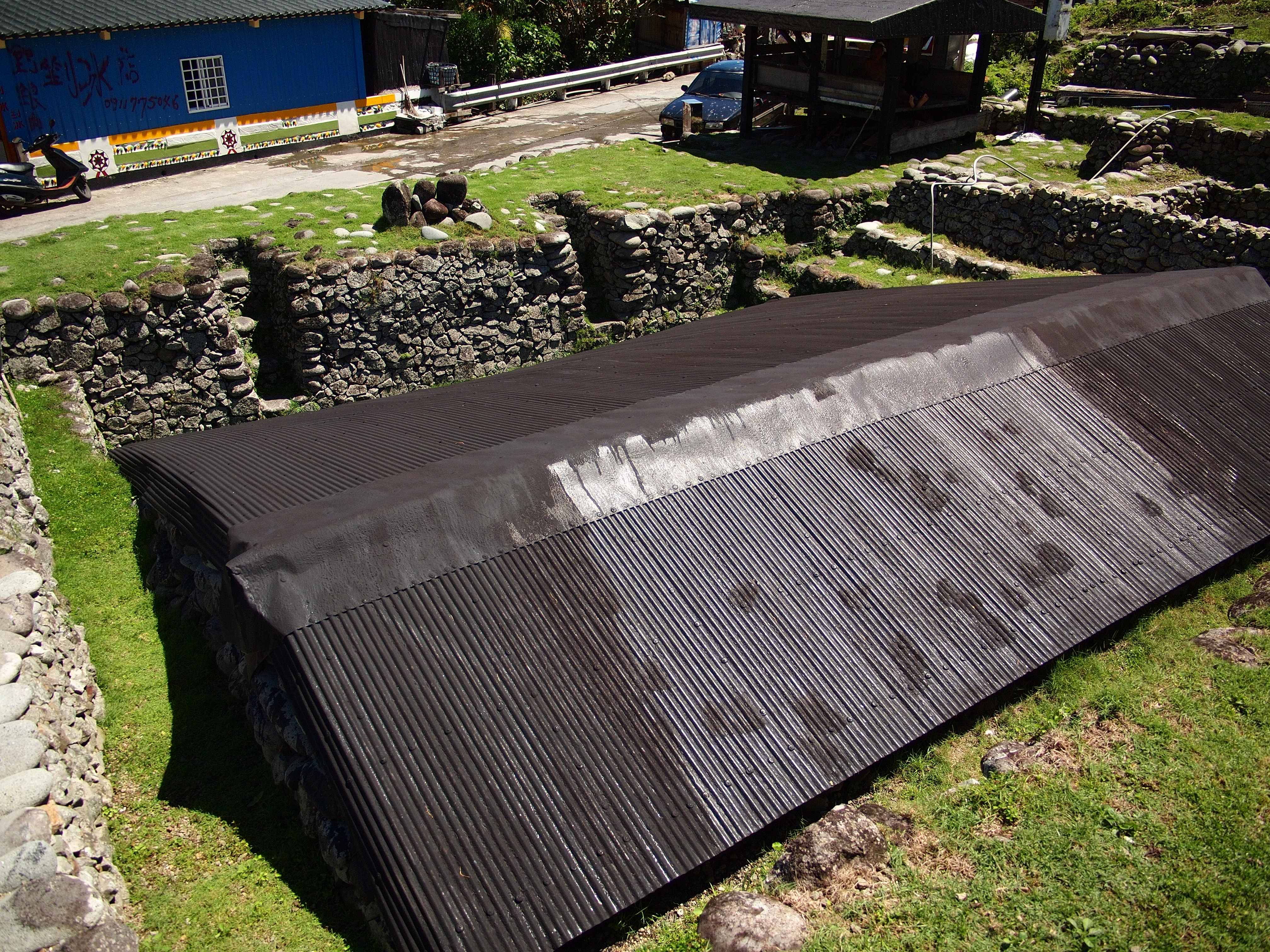
傳統家屋的屋頂近年多以油毛氈取代茅草鋪設。

達悟族的聚落位於海濱的坡地上，倚山面海。住屋為防海岸強風而呈深穴式，使用竹、木、石與茅草等建材，室內空間為複室型。除住屋外建有涼台與工作房，另有船屋作為停放漁船之處。:183
達悟族住屋中最複雜的建築物就是爲了防颱及躲避東北季風的主屋，其築在地面約一至二公尺深之地下中。主屋的形式爲長方形，屋脊約在屋深三分之二處，其內部隔間沿屋方向，隔成一至二個狹長階狀的房間。主屋之內部有前廊、前室與後室三個部份。前廊主要爲多季之日常活動區，亦在此進食、休息、抽煙、吃檳榔及會客。前廊之後的一進爲前室，主要是為睡眠空間。後室即前室再上一階，主要為飛魚祭前船員共宿的地點，是主屋中最隱密、最具儀式性的空間。
工作房屋脊方向垂直於主屋與海岸線，附加之小屋頂為從主屋進入工作房之入口。工作房是製作器物、睡覺、紡織或育嬰的場所，相較於主屋，是一個較為寬做、光線充足、通風良好的建築。
涼台是達悟族最主要的休息地點，通常設置在比較開闊的地點，有良好的視野，因此，也成爲一組家屋建築中最開放之社交場所。同時其爲夏季的主要活動場所，舉凡吃飯、睡覺均在此，冬季時則以活動隔板隨風向關閉（王鴻楷等，1984:88-103）。

### 陶器
達悟族的陶器可分為陶壺、坩堝、紡輪與陶偶，製陶主要為男子的工作。製陶期約為每年九月，先由部落長者討論採陶土的日期，到當天早晨，男子背藤籠至採陶地集合，先以芒草莖紮成十字狀，豎立於採土洞旁，以防止惡靈靠近，再用採土棒輪流挖出陶土，堆積至空地上後，均分給參加採陶土者。:60、61
陶土有黑、白、褐與綠四種顏色，黑色與白色陶土用以製作烹飪壺與盛水壺；褐色與綠色陶土用以製碗。製陶時將陶土置於石板上，去除碎石等雜質後，再灑水並用石錘搗碎:60。捏陶時不加其他原料，依照需求捏造出陶器:192。陶器捏塑成形後以石頭、貝殼或蘭嶼血藤種子磨光，再置於工作房地板上晾曬半個月，並在一旁豎立紮成十字形的芒草，以免惡靈接近。製陶後剩餘的陶土，用手指捏造陶偶，題材以舞蹈、舂米與新船下水等日常生活為主。:63

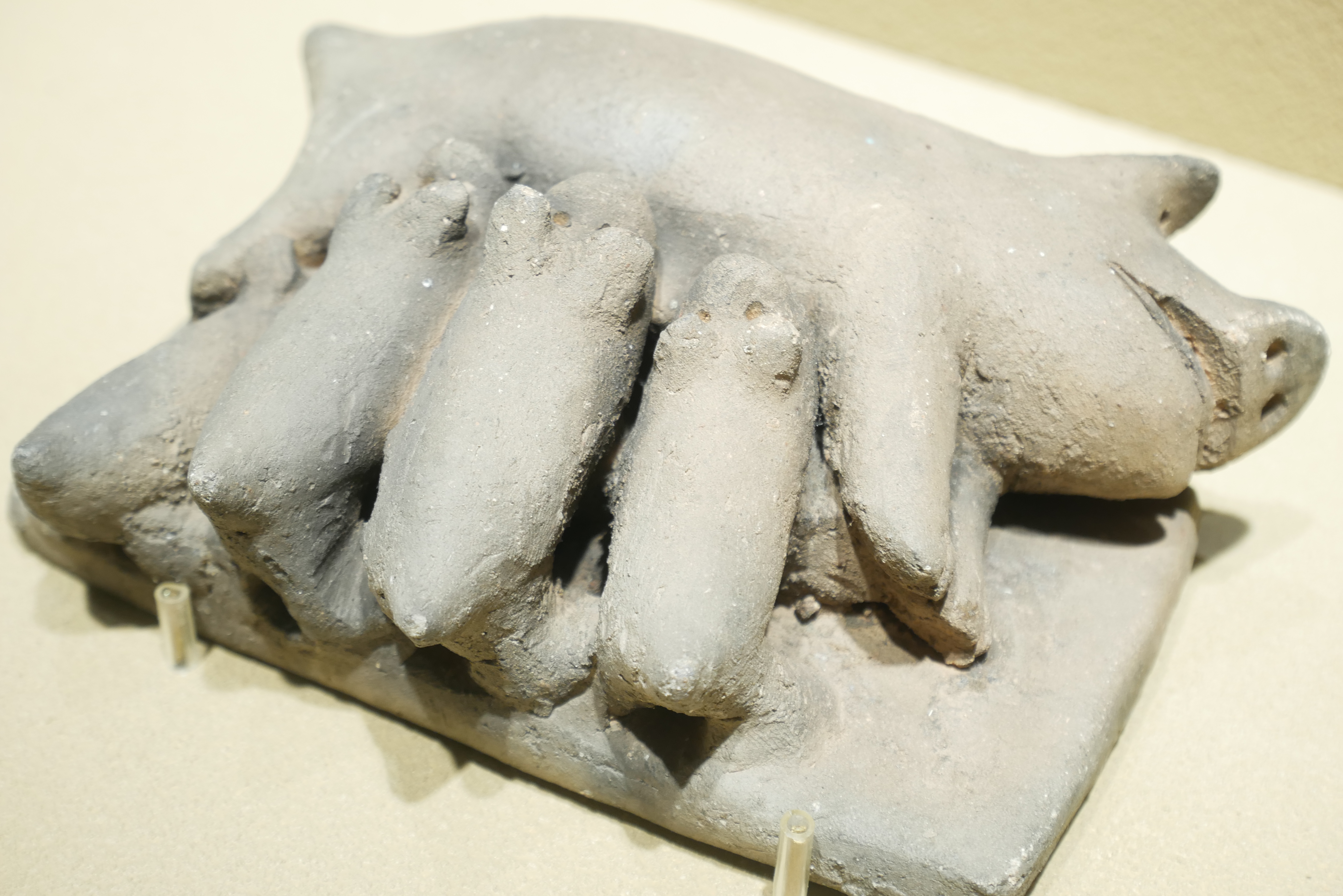
母豬哺乳陶偶
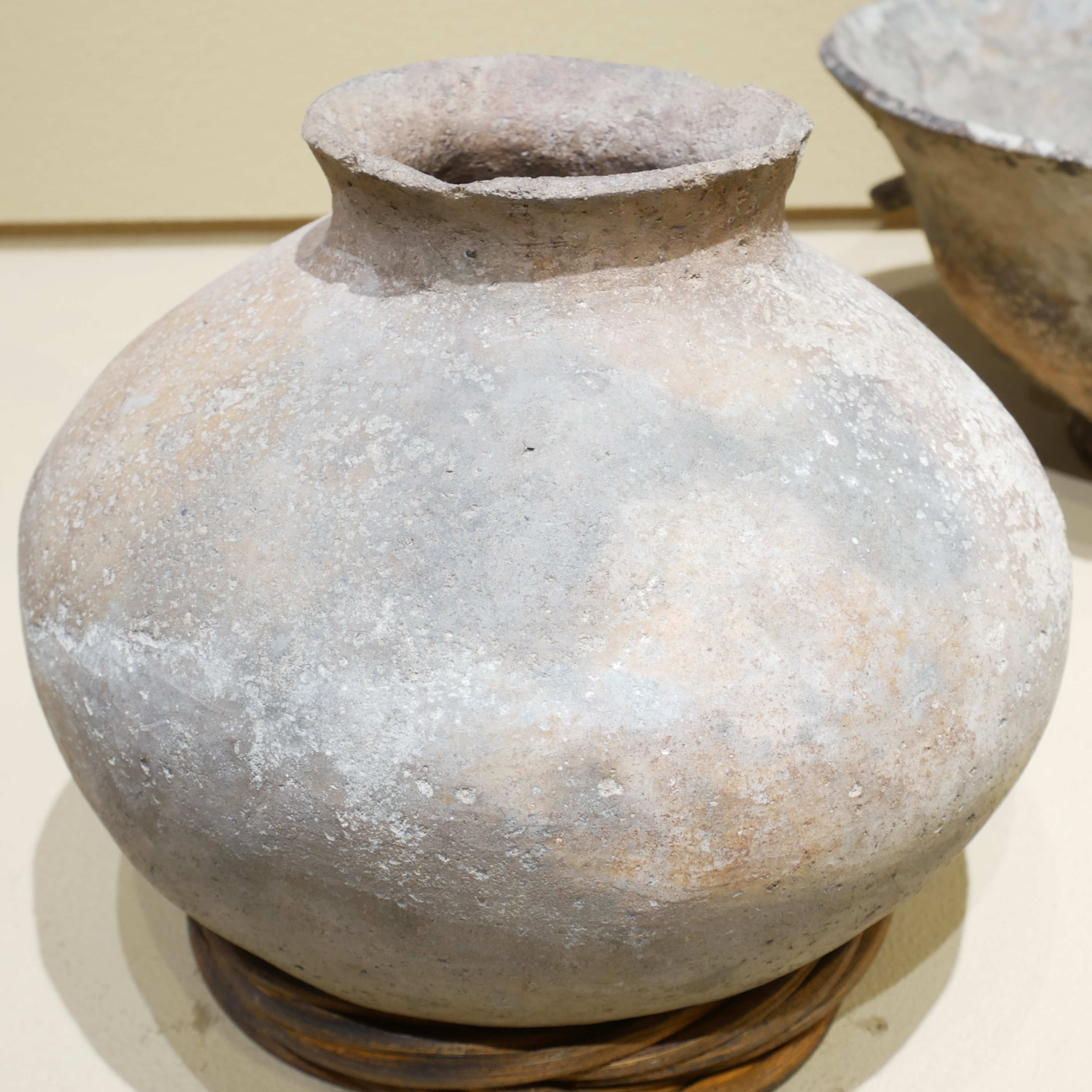
陶罐
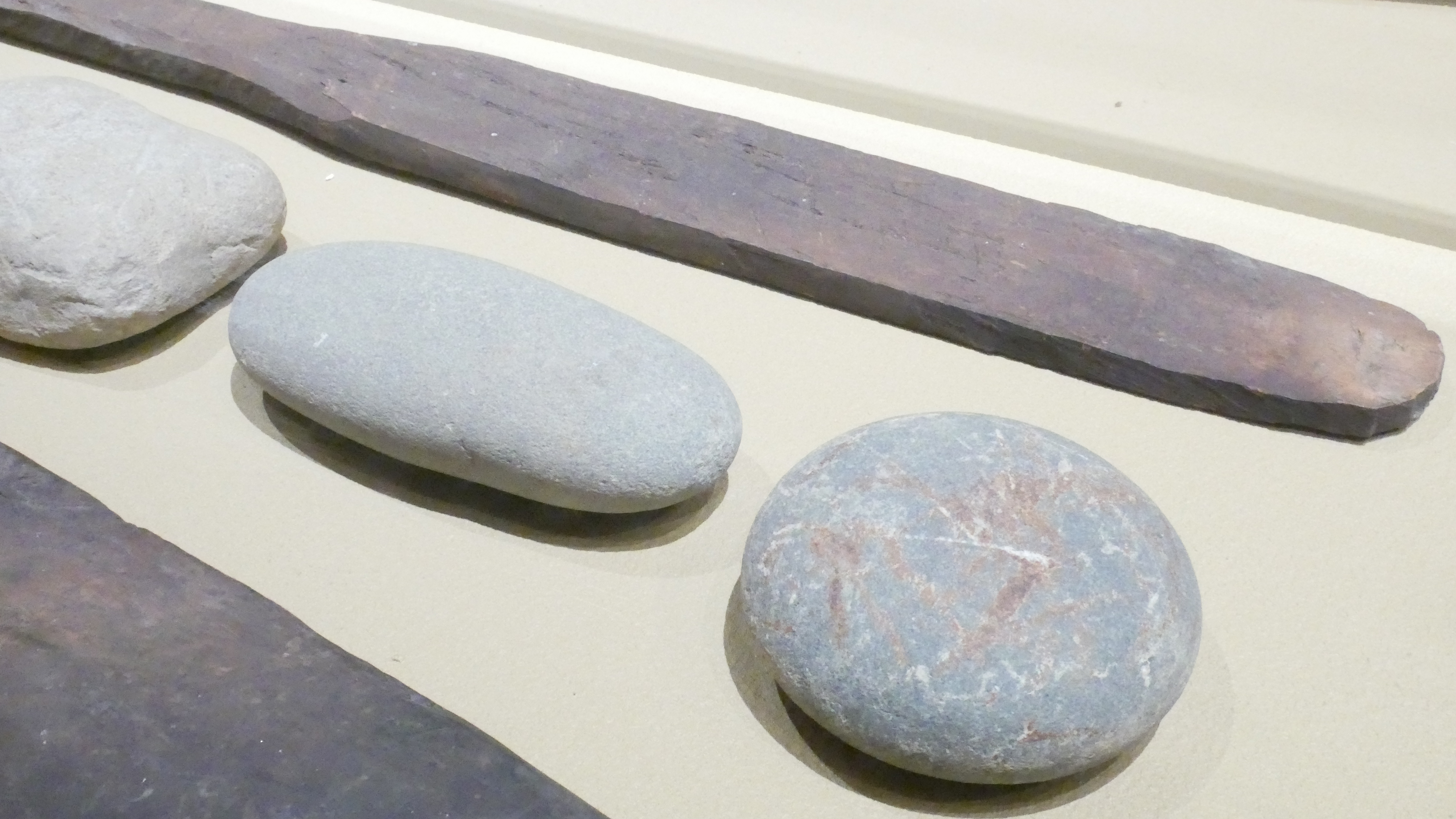
製陶工具

燒陶時將木柴堆成井字形，陶器置於井字形中央，再蓋上木柴與茅草，並於四周斜靠樹枝，點燃茅草後火勢由上而下燃燒陶器。燒製陶器時不可去排便，男子不可削木，女子不可織布與梳頭。:63

### 冶金

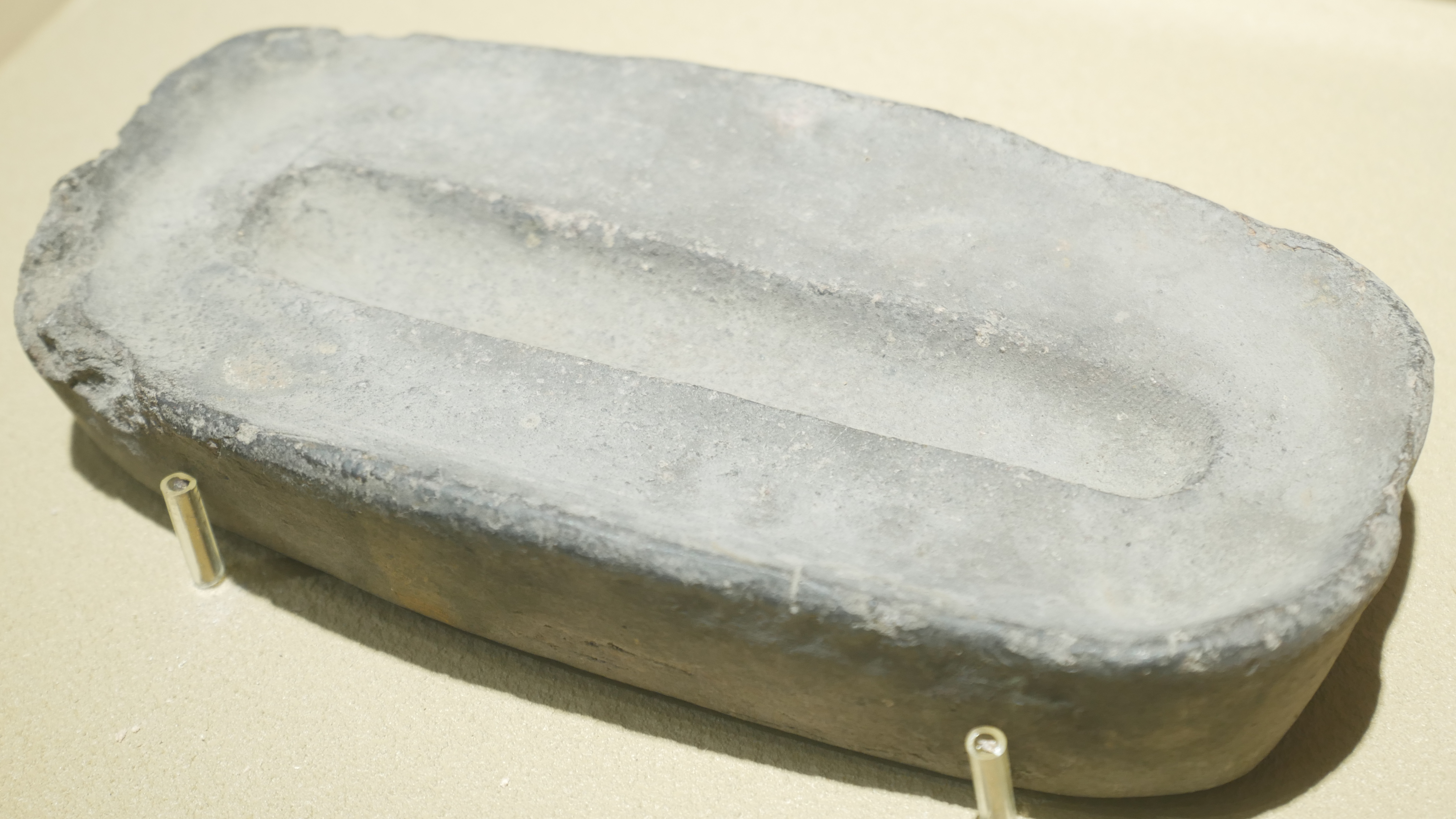
冶銀坩堝

達悟族為臺灣原住民族中唯一有冶金技術的民族:59。冶金的場所位於涼臺下方、工作房的地下室或空地上新蓋的茅屋內，四周圍起籬笆防止他人靠近，並以芒草紮成十字形以防惡靈妨礙作業。冶金時必須配戴銀手鐲，先以天平稱所需的金或碎銀的量，置於坩堝內，以山欖、番龍眼或紅頭李欖的木柴燃燒熔解。再倒出金、銀錠在堅硬的石板上，用石頭或鐵鎚敲打成薄片。最後用火燒使其稍微融化，再以石頭捶打、推平，使之光滑平亮。:60金用於打造繭形項鍊，銀用於打造手鐲、銀盔或綴於項鍊的銀片:59。金、銀片或銀盔製作完成後，殺豬取血滴於其上，並祈禱使其產生神靈的力量。:60

### 拼板舟
達悟族拼板舟有大船（chinurikuran）與小船（tatara）之分，大船由27塊木板拼合而成，可容納6至10人；小船由21塊木板拼合而成，可容納1至3人:163。船首及船尾因常遭受碰撞，故以木質堅硬的欖仁舅與番龍眼的樹幹與板根為材料，並於揚起的尖端系上黑色雞羽毛驅邪；船身為使船隻不至於太過沉重，故以麵包樹與大葉山欖等木質輕軟的樹種製成；船底則因常被拖拉摩擦，故需選擇欖仁舅與蘭嶼赤楠等耐摩擦與腐蝕的木材。:164

## 信仰文化
達悟族人沒有偶像、圖騰，不是汎神論者，但有些汎靈的想法。相信多靈魂，稱活人的靈魂爲 pahad，死者的靈魂為 anito。晚上睡覺時所做的夢，是由於游離魂出遊而引起的；生病即是游離魂被死靈 anito 抓走而掙扎時的狀態；喪失抵抗力而被死靈帶去，便是死亡。Anito 除了指死者的靈魂外，還用於指稱死屍及在喪葬期間死者的家族，三者具有相同靈力，對外更厲害無比。凡與死靈接觸者，立即獲得與死靈同樣的力量，這是達悟族大多數人都相信的想法。因此喪葬期間的喪家被視爲與墓地一樣，裡面一切器用，尤其是泥沙，均具有相同的靈力。一般族人對anito的重視程度明顯地超越神，並認為許多超自然現象都與anito有關。 但達悟人對anito並非全然的「恐懼」，而是採「戒慎恐懼」的態度。

## 神話傳說

达悟人认为“船眼”的图腾能驱逐海怪、在出海时保平安，将此图案刻在船首两侧

### 開天闢地
從前，有一位神從南方前來，發現整個海洋空無一物，決定造出一座島嶼。神先造出一座島嶼，但因其太小而不甚滿意，故又再造出一座更大的島嶼。其中較小的島嶼為小蘭嶼（Dziteiwan），較大的島嶼為蘭嶼（Ponso no tao）。:28

### 人類起源
數千年前，位於Paputto的山中有一巨石，有一天巨石裂開，從中出現一位男子，與此同時，位於Lulusakka的海岸竹林中也出現一位男子。兩人相交甚深，並枕而臥時膝蓋相磨，經過一段時間，其中一人的右膝生出一男嬰，另一人左膝生出一女嬰，此一男一女成年後結為夫婦，並生下許多子女。由右膝生出的男子的子孫之間通婚，但所生子女皆為盲人，而左膝生出的女子的子孫之間通婚亦是如此，後兩家系通婚後才生下健全的子女。:46、47

### 洪水傳說
曾有一孕婦在退潮時翻動海岸的珊瑚礁，隨後海水不斷上湧至山頂淹沒部落，鼠、雞、豬與山羊等動物皆被淹死。三年後在Dsipiganin山與Dsitakalman山只剩兩人；八年後森林中出現貝類；九年後鼠被扔進海中，水才退去；十年後族人開發出山芋田；十一年後族人開發出里芋田；十二、三年後出現竹；十四年後岩岸露出，山上出現樹木。:118

## 聚落

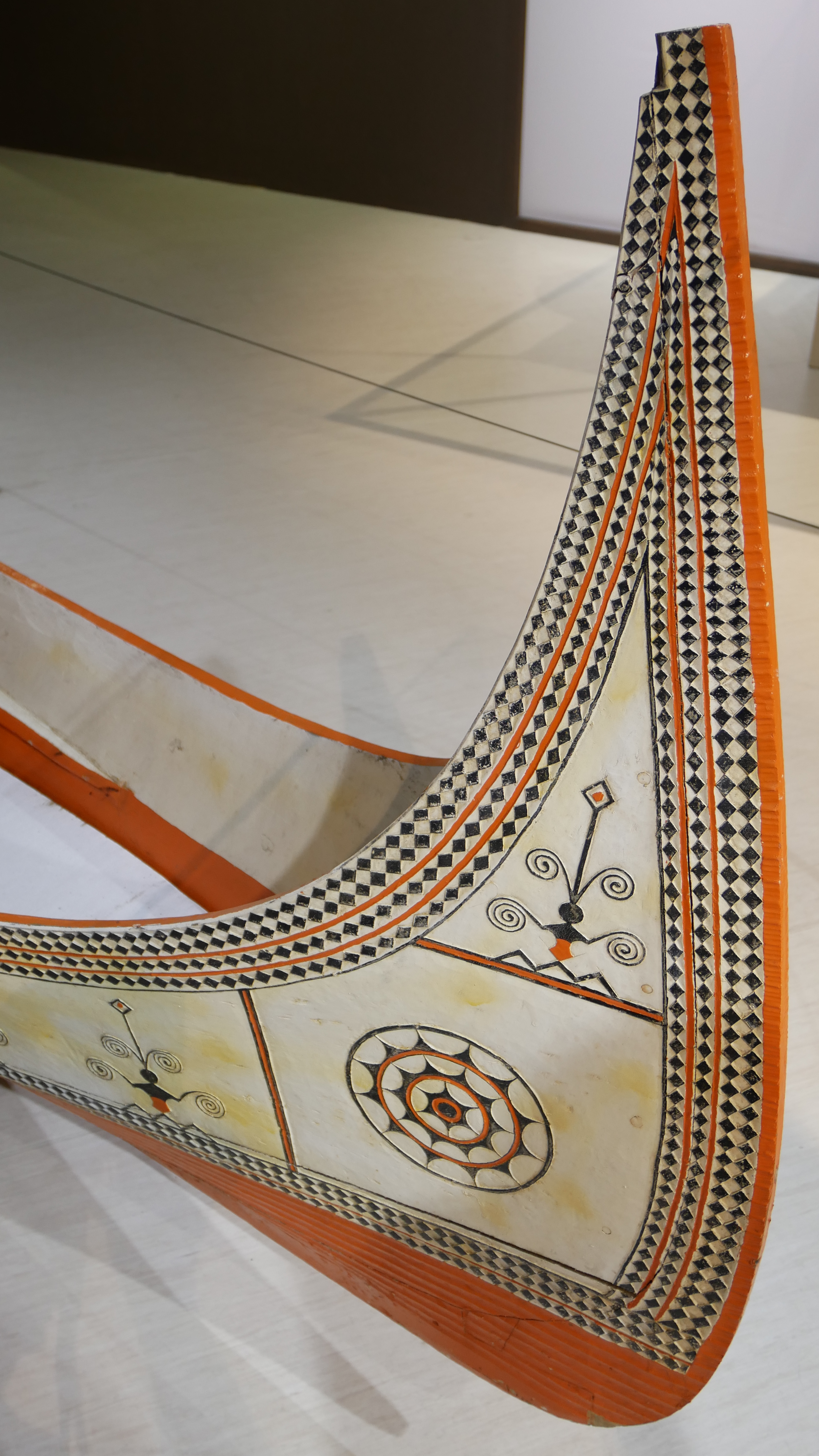
拼板舟船頭

### 臺東縣蘭嶼鄉

#### 東清村
- 東清（Iranmeylek）部落
- 野銀（Ivalino）部落

#### 朗島村
- 朗島（Iraraley）部落

#### 椰油村
- 椰油（Yayo）部落
- 伊瓦達斯（Ivatas）部落：1940年（昭和15年）已併入椰油部落。

#### 紅頭村
- 漁人（Iratay）部落
- 紅頭（Imaorod）部落

## 統計
| 縣市   | 達悟族人口 | 總人口     | 比率  |
| ------ | ---------- | ---------- | ----- |
| 臺東縣 | 2,266      | 204,919    | 1.11% |
| 新北市 | 399        | 3,722,082  | 0.01% |
| 桃園市 | 212        | 1,808,833  | 0.01% |
| 臺中市 | 119        | 1,510,480  | 0.01% |
| 花蓮縣 | 111        | 327,064    | 0.03% |
| 高雄縣 | 110        | 1,262,969  | 0.01% |
| 高雄市 | 92         | 1,493,806  | 0.01% |
| 臺北市 | 91         | 2,624,257  | 0.00% |
| 屏東縣 | 88         | 872,902    | 0.01% |
| 新竹縣 | 63         | 451,316    | 0.01% |
| 臺中市 | 52         | 989,047    | 0.01% |
| 宜蘭縣 | 49         | 444,950    | 0.01% |
| 南投縣 | 39         | 487,398    | 0.01% |
| 彰化縣 | 38         | 1,255,332  | 0.00% |
| 基隆市 | 24         | 387,504    | 0.01% |
| 臺南市 | 18         | 1,120,394  | 0.00% |
| 苗栗縣 | 18         | 534,366    | 0.00% |
| 雲林縣 | 15         | 705,440    | 0.00% |
| 嘉義縣 | 15         | 552,749    | 0.00% |
| 新竹市 | 15         | 395,746    | 0.00% |
| 臺南市 | 13         | 725,985    | 0.00% |
| 澎湖縣 | 10         | 83,214     | 0.01% |
| 嘉義市 | 9          | 266,126    | 0.00% |
| 金門縣 | 5          | 56,275     | 0.01% |
| 連江縣 | 1          | 17,775     | 0.01% |
| 總計   | 3,872      | 22,300,929 | 0.02% |

| 鄉鎮市區     | 達悟族人口 | 總人口 | 比率   |
| ------------ | ---------- | ------ | ------ |
| 臺東縣蘭嶼鄉 | 2,133      | 2,437  | 87.53% |
| 臺東縣臺東市 | 87         | 98,276 | 0.09%  |

## 附註
1. ↑  原意為「老人的主食」。

## 外部連結

### 歌謠
- 達悟族工作房合唱歌曲 （页面存档备份，存于），呂炳川錄製，收錄於《臺灣土著族音樂》專輯，臺灣音樂館典藏
- 紅頭村達悟族歌謠 （页面存档备份，存于），呂炳川錄製，臺灣音樂館典藏
- 達悟族歌謠：工作房合唱 （页面存档备份，存于），呂炳川錄製，臺灣音樂館典藏